# 長沢資親
長澤 資親（ながさわ すけちか）は、江戸時代中期の高家旗本。藤原北家日野家庶流・外山光顕の次男。官位は従四位上・左少将、壱岐守。家紋は鶴丸、子日松丸、五三桐。

## 略歴
元禄12年（1699年）閏9月15日、5代将軍・徳川綱吉に御目見する。蔵米300俵を賜り、寄合に所属する。同年11月9日、小姓並に召しだされて、11月28日には従五位下侍従・壱岐守に叙任する。後に従四位上にまで昇進し、左少将に任官する。また、蔵米を改めて武蔵国入間郡600石を与えられる。宝永4年（1707年）1月9日、相模国愛甲郡内500石を加えられるなどして、家領は1400石となる。
宝永6年（1709年）2月11日、高家職に就く。享保14年（1729年）3月28日、高家肝煎となる。延享4年（1747年）11月22日と寛延元年（1748年）12月10日の二度にわたって病気を理由に辞職を願うものの、許可されなかった。
寛延3年（1750年）5月22日、死去。享年70。